# 住吉神社 (宝塚市)
住吉神社（すみよしじんじゃ）は兵庫県宝塚市安倉（あくら）にある神社である。安倉七郷の氏神で、応神天皇の故事が伝わる。

## 祭神
底筒男命（そこつつのおのみこと）、中筒男命（なかつつのおのみこと）、表筒男命（うわつつのおのみこと）の住吉三神を祀り、天忍穂耳尊と素盞嗚命を配祀する。

## 歴史
天長2年（825年）の創立。
誉田別尊（応神天皇）が当地で狩猟の間に馬を休ませた故事から、地名を安鞍（あくら）、社号を誉田別安鞍住吉神社と称するようになったと伝えられる。
明治44年（1911年）、天満神社と国府神社を合祀した。

## 社殿
本殿は三間社流造で、千木・鰹木・唐破風が付く。

## 境内社
境内末社に、八幡神社（祭神：誉田別尊）と皇大神社（祭神：天照大神）がある。

## 祭事・年中行事
10月12日には例祭・安倉だんじり祭が行われ、住吉型地車2基が宮入りする。

## 交通
- 伊丹市営バス17・18系統「西野団地バス停」下車徒歩15分